# Carlo Rossi (1775–1849)
Carlo Rossi (ros. Карл Иванович Росси, ur. 29 grudnia 1775 w Neapolu, zm. 6 kwietnia?/18 kwietnia 1849 w Sankt Petersburgu) – rosyjski architekt pochodzenia włoskiego.
Studiował we Włoszech, a do Sankt Petersburga przybył, współpracując z Vincenzo Brenną przy budowie Pałacu Michajłowskiego w Sankt Petersburgu. Był ostatnim wielkim przedstawicielem rosyjskiego klasycyzmu. Stolica imperium zawdzięcza mu najwspanialsze budowle czasów Aleksandra I. Według jego projektów wzniesiono m.in.:
- Wielki Sztab Generalicji (1819-1828)
- Pałac Michajłowski (dziś Muzeum Rosyjskie; 1819-1825)
- Gmachy Ministerstwa Spraw Wewnętrznych oraz Oświecenia (1828-1834)
- Teatr Aleksandryjski (Teatr Dramatyczny im. Puszkina) (1827-1832)
- domy przy ul. Teatralnej i pl. Czernyszewskim
- pałace Senatu i Synodu (1829-1833).

Rossi zaprojektował także neogotycką cerkiew św. Katarzyny dla monasteru Wniebowstąpienia w Moskwie; obiekt ten został zburzony w 1929.